# Nornik śródziemnomorski
Nornik śródziemnomorski (Microtus duodecimcostatus) – gatunek ssaka z podrodziny  karczowników (Arvicolinae) w obrębie rodziny chomikowatych (Cricetidae), występujący w Europie Zachodniej.

## Zasięg występowania
Nornik śródziemnomorski występuje w południowej i południowo-wschodniej Francji oraz na Półwyspie Iberyjskim (Hiszpania, Portugalia i Andora).

## Taksonomia
Gatunek po raz pierwszy zgodnie z zasadami nazewnictwa binominalnego opisał w 1839 roku belgijski zoolog Edmond de Sélys-Longchamps nadając mu nazwę Arvicola duodecimcostatus. Holotyp pochodził z Montpellier we Francji. 
M. duodecimcostatus należy do podrodzaju Terricola i grupy gatunkowej duodecimcostatus. Dawniej umieszczany w Pitymys. Tworzy grupę siostrzaną z M. lusitanicus. Obydwa gatunki nie są w pełni izolowane reprodukcyjnie; badania molekularne pozwoliły odnaleźć historyczną introgresję mtDNA z M. duodecimcostatus do M. lusitanicus, a także zidentyfikowały niedawne mieszańce. Na podstawie wielkości, koloru i stopnia proodoncji rozpoznano do siedmiu podgatunków, ale te cechy są obecnie uważane za kliniczne. Autorzy Illustrated Checklist of the Mammals of the World uznają ten takson za gatunek monotypowy.

### Etymologia
- Microtus: gr. μικρος mikros „mały”; ους ous, ωτος ōtos „ucho”[13].
- duodecimcostatus: łac. duadeni „po dwanaście”[14]; costatus „odnoszące się do żeber”, od costa, costae „żebro”[15].

## Morfologia
Długość ciała (bez ogona) 80–111 mm, długość ogona 19–35 mm; masa ciała 19–32 g. 

## Występowanie i biologia
Jest on spotykany od poziomu morza do 2250 m n.p.m. W osadach jaskiniowych o wieku górnopaleolityczno–neolitycznym w środkowej Portugalii występują szczątki tych gryzoni i pokrewnych norników luzytańskich; tylko drugi gatunek żyje obecnie na tych terenach. To wskazuje, że dawniej zasięg nornika śródziemnomorskiego był większy niż obecnie.
Nornik śródziemnomorski występuje na terenach otwartych z dość grubą warstwą luźnej gleby, w której może kopać swoje nory. Jest spotykany na polach, pastwiskach i w sadach, a także na terenach porośniętych krzewami. Gryzoń ten jest dobrym pływakiem, co częściowo tłumaczy jego obecność na terenach rozdzielonych przez duże rzeki, stanowiące bariery dla innych małych ssaków.
W południowo-zachodniej Hiszpanii występują w naturze osobniki całkowicie albinotyczne.

## Populacja
Zasięg występowania nornika śródziemnomorskiego jest duży, jego liczebność jest stabilna. Zagęszczenie populacji może być duże, rekordowo stwierdzono występowanie nawet 400–600 gryzoni na hektar. Jest on uznawany za szkodnika. Tępienie tych gryzoni może prowadzić do lokalnych spadków populacji, ale nie ma dowodów na ogólne zmniejszanie się jego liczebności. Międzynarodowa Unia Ochrony Przyrody uznaje nornika śródziemnomorskiego za gatunek najmniejszej troski.